# Huereje
Huereje är en ort i Mexiko, tillhörande kommunen Ixtlahuaca i den västra delen av delstaten Mexiko. Orten hade 418 invånare vid folkräkningen 2010.